# Oleria pagasa
Oleria pagasa är en fjärilsart som beskrevs av Druce 1875. Oleria pagasa ingår i släktet Oleria och familjen praktfjärilar. Inga underarter finns listade i Catalogue of Life.